# غرتك
غرتك هي قرية في مقاطعة سردشت، إيران. يقدر عدد سكانها بـ 25 نسمة بحسب إحصاء 2016.